# 倉本良一
倉本 良一（くらもと りょういち、1975年9月6日 - ）は、日本のラジオパーソナリティ。FMはつかいち局長。

## 経歴
広島県廿日市市出身。
高校生の頃よりローカルタレントになることを志す。大学卒業後は、百貨店に就職した。その後、『じゃらん中国・四国』の創刊に携わる。
ラジオ局の募集に応募し、ラジオパーソナリティとなる。
現在はFMはつかいち局長、まち・ひと・しごと創生総合戦略推進会議委員や講演会講師などを務める。
また、『まんぷく倉ちゃん』として廿日市市のグルメを紹介する活動を行っている。

## 担当番組
- きらり☆はつかいち（FMはつかいち）毎週火曜17:30 - 水曜12:20 - 金曜8:00 -